# Peer Instruction
Peer Instruction ist eine evidenzbasierte, interaktive Lehrmethode, die in den 1990er Jahren von Eric Mazur von der Harvard University eingeführt und etabliert wurde.

## Hintergrund
Peer Instruction wurde als Methode von dem Harvard-Professor Eric Mazur in den frühen 1990er Jahren populär gemacht. Ursprünglich wurde die Methode in einem einführenden Physikkurs an der Harvard University eingesetzt, und sie wird heute in verschiedenen Disziplinen (zum Beispiel Mathematik) und Einrichtungen auf der ganzen Welt verwendet.

## Methode
Es handelt sich um einen studierendenzentrierten Ansatz, bei dem häufig der traditionelle Unterricht umgedreht wird („flipped classroom“), indem die Informationsweitergabe nach draußen und die Informationsaufnahme bzw. die Anwendung des Gelernten in das Klassenzimmer beziehungsweise den Hörsaal verlegt wird. Es gibt einige Forschungsergebnisse, die die Wirksamkeit von Peer Instruction im Vergleich zu traditionelleren Lehrmethoden, wie z. B. der traditionellen Vorlesung, belegen.
Bei der Peer Instruction als Lernsystem bereiten sich die Studierenden häufig außerhalb des Unterrichts auf das Lernen vor, indem sie im Vorfeld der Vorlesung eine Lektüre lesen und Fragen zu dieser Lektüre beantworten (als Formatives Assessment, in der Ausführung ähnlich zu Flipped Classroom oder speziell Just-in-time-Teaching). In der Vorlesung stellen die Dozierenden den Studierenden dann vorbereitete konzeptionelle Fragen oder ConcepTests, die auf den Verständnis-Schwierigkeiten von Studierenden basieren. Das von Eric Mazur beschriebene Frageverfahren, eine Erweiterung von Think-Pair-Share, sieht wie folgt aus:
- Die Lehrkraft stellt eine Frage, die auf den Antworten der Studierenden auf die Lektüre vor dem Unterricht basiert.
- Die Studierenden denken über die Frage nach.
- Die Studierenden legen sich auf eine individuelle Antwort fest (sehr häufig unter Verwendung von Audience Response Systemen („Clickers“)).
- Die Lehrkraft überprüft die Antwortverteilung der Studierenden (häufig verbunden mit dem Anzeigen des Histogramms der Antwortverteilung für alle Studierenden).
- Die Lehrkraft entscheidet aufgrund der Antwortverteilung, ob mit dem Unterricht fortgefahren werden kann, falls das Konzept mehrheitlich verstanden ist, oder ob Peer Instruction zielführend sein kann. Falls letzteres, wird folgendes Verfahren gewählt:
  - Die Studierenden diskutieren ihre Gedanken und Antworten mit ihren Mitstudierenden.
  - Die Studierenden legen sich dann erneut auf eine individuellen Antwort fest.
  - Die Lehrkraft prüft die Antwortverteilung erneut und entscheidet, ob weitere Erklärungen erforderlich sind, bevor sie zum nächsten Konzept übergeht.

## Validität
Studien haben gezeigt, dass die Studierendenantworten psychometrisch aussagekräftig sind, und dass sich die Aussagekraft nach der Diskussionsphase sogar noch verstärkt. Untersuchungen, auch an deutschsprachigen Universitäten und Hochschulen, zeigen, dass sich Peer Instruction positiv auf den konzeptionellen Lernerfolg auswirkt, wobei die Annahme dieser nicht-traditionellen Methode durch Studierende positiv ist: Studierende charakterisierten Peer Instruction als das eigene Verständnis und die Reflexion des eigenen Kenntnisstandes fördernd.